# NVIDIA Merlin
NVIDIA Merlin是NVIDIA于2020年5月发布的一个推荐应用框架。

## 应用
NVIDIA Merlin有着一个全链路方案用来在推荐系统提供GPU加速的数据提取、模型训练和模型部署。Merlin能在20分钟将100TB数据集创建推荐系统。
NVIDIA Merlin系统可以利用基于Ampere架构的NVIDIA A100 GPU来构建推荐系统。

## 包含
Merlin包括用于构建基于深度学习的推荐系统的工具。，包含三个主要组件：Merlin ETL、Merlin training、Merlin inference。